# Индурация
Индура́ция (лат. induratio «затвердение, уплотнение») — уплотнение органа или его части, в зависимости от многих условий, затрагивающее кожные покровы человека, включающие в себя всю поверхность тела — кожу, волосы, ногти и связанные с кожей мышцы и железы.

## История
В 1572 году Girolamo Mercuriale[it] из Форли, Италия, завершил свою работу «De morbis cutaneis» (что в переводе «К вопросу о заболеваниях кожи»). Она была первым научным трудом, посвящённым дерматологии.

## Эпидемиология
Во время Первой мировой войны, как оценивается, погибло свыше двух миллионов военных только из-за заболеваний кожи.

## Методы диагностики
Для наиболее точной диагностики состояния кожи служит непосредственный осмотр кожи и её придатков, а также слизистых оболочек. Большинство состояний кожи выражается в изменении поверхности кожи и обозначается термином «поражение», имеющим более или менее чёткие характеристики. Зачастую необходим осмотр врачом для выявления соответствующей информации об истории болезни и/или назначения и проведения лабораторных исследований для подтверждения диагноза. После осмотра очень важны клинические наблюдения по следующим направлениям: морфология, форма (очертания) и распределение поражения (поражений). Касательно морфологии, начальное поражение, как известно, называется «первичным поражением» и выявление такого повреждения кожи является наиболее важным аспектом при проверке кожных покровов. Со временем такие первичные поражения могут продолжить развиваться и изменяться, регрессируя или травмируя, создавая «вторичные поражения». Однако, отсутствие единого стандарта в дерматологической терминологии, было одним из главных препятствий для успешного общения между врачами при описании обнаруженных заболеваниях кожи. Тем не менее, есть некоторые общепринятые термины для описания макроскопической морфологии, формы и распределениях кожных поражений, которые упомянуты ниже.

## Морфология

### Первичные поражения

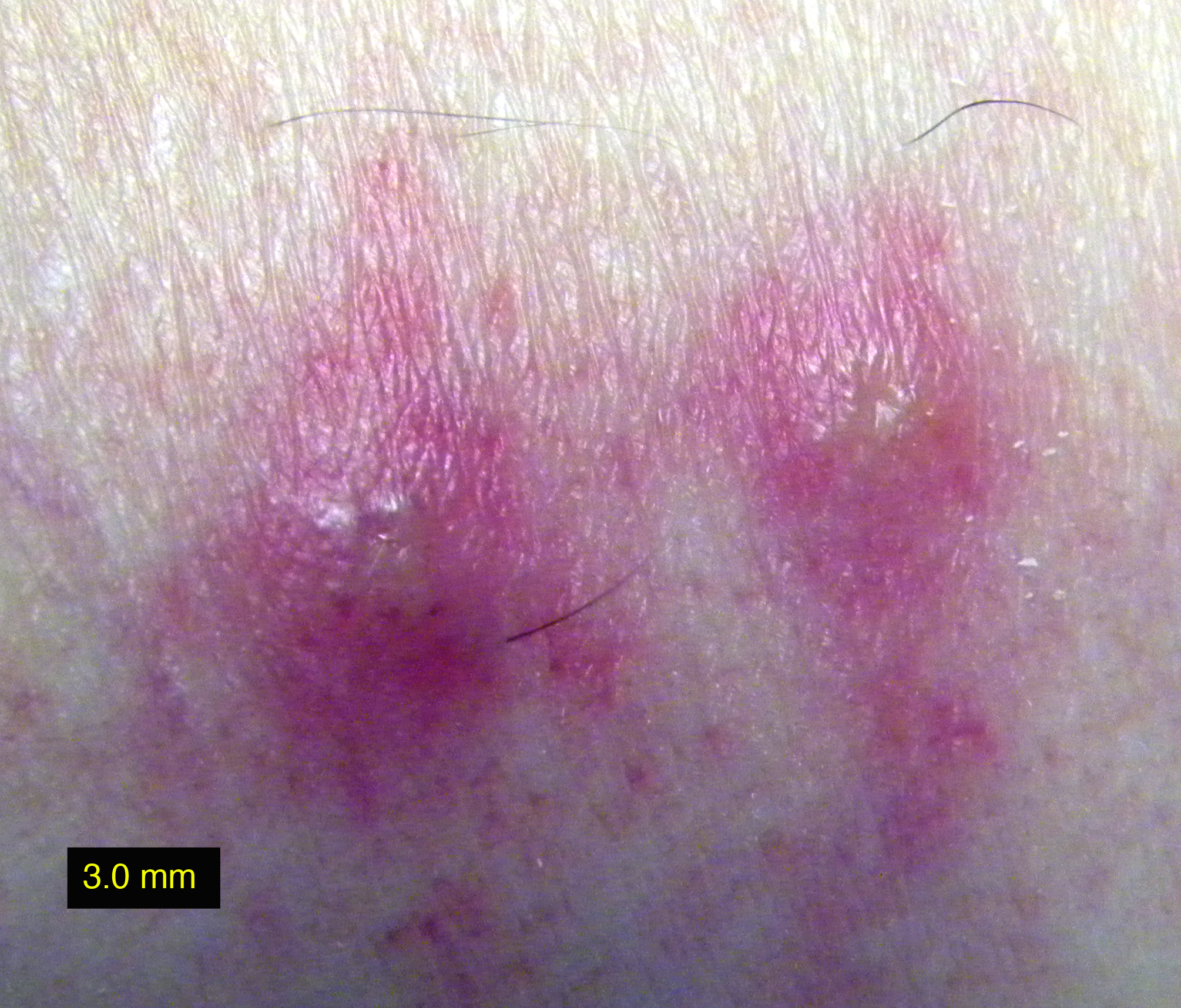
Тромбоподобные укусы на коже человека, формирующие характерные рубцы.

Узелки

Макула и пятно

Папула и пятно сыпи

Пузырьки и Bulla

Трещины, эрозии и язва

- Макула — изменение цвета поверхности без вздутия или валости кожи, и, следовательно, непальпируемая, хорошо или плохо выявляемая,[6] разная по размеру, но в целом считается менее 5[6] или 10 мм в диаметре в самом широком месте.[3]